# 충칭 량장 징지
충칭 량장 징지(중국어 간체자: 重庆两江竞技, 정체자: 重慶兩江競技, 병음: Chóngqìng Liǎngjiāng Jìngjì)는 중국 충칭 시를 연고로 하는 축구 클럽이다.

## 역사
중국 슈퍼리그에 참가하였으며 2022년 5월에 해체하였다.

## 우승 기록
- 중국 FA컵: 우승 1회 (2000)
- 갑(甲)B리그: 우승 1회 (1996)
- 갑(甲)리그: 준우승 1회 (2008, 슈퍼리그 승격)

## 역대 감독
| 감독        | 임기        |
| ----------- | ----------- |
| 이장수      | 1998 ~ 2001 |
| 아리 한     | 2009        |
| 파울루 벤투 | 2017 ~ 2018 |
| 장외룡      | 2018        |